# Skoki do wody na Mistrzostwach Świata w Pływaniu 2022 – wieża 10 m synchronicznie mężczyzn
Wieża 10 m synchronicznie mężczyzn – jedna z konkurencji rozgrywanych w ramach skoków do wody, podczas mistrzostw świata w pływaniu w 2022. Eliminacje oraz finał odbyły się 28 czerwca.
Do eliminacji zgłoszonych zostało 14 par. Dwanaście najlepszych duetów awansowało do finałowej rywalizacji.
Zwycięzcami konkurencji zostali reprezentanci Chin Lian Junjie i Yang Hao. Drugą pozycję zajęli zawodnicy z Kanady Matty Lee i Noah Williams, trzecią zaś reprezentujący Kanadę Rylan Wiens i Nathan Zsombor-Murray.

## Wyniki
| Miejsce | Zawodnicy                                 | Państwo           | Eliminacje | Eliminacje | Finał  | Finał   |
| Miejsce | Zawodnicy                                 | Państwo           | Wynik      | Miejsce    | Wynik  | Miejsce |
| ------- | ----------------------------------------- | ----------------- | ---------- | ---------- | ------ | ------- |
| 01 !    | Lian Junjie Yang Hao                      | Chiny             | 452,25     | 1.         | 467,79 | 1.      |
| 02 !    | Matty Lee Noah Williams                   | Wielka Brytania   | 379,26     | 3.         | 427,71 | 2.      |
| 03 !    | Rylan Wiens Nathan Zsombor-Murray         | Kanada            | 377,88     | 4.         | 417,12 | 3.      |
| 4.      | Kirill Boluch Ołeksij Sereda              | Ukraina           | 393,00     | 2.         | 396,27 | 4.      |
| 5.      | Timo Barthel Jaden Eikermann              | Niemcy            | 340,47     | 8.         | 377,37 | 5.      |
| 6.      | Luis Cañabate Carlos Ramos                | Kuba              | 336,69     | 9.         | 371,01 | 6.      |
| 7.      | Domonic Bedggood Cassiel Rousseau         | Australia         | 376,65     | 5.         | 368,10 | 7.      |
| 8.      | Zachary Cooper Maxwell Flory              | Stany Zjednoczone | 328,38     | 10.        | 358,17 | 8.      |
| 9.      | Kawan Pereira Isaac Souza                 | Brazylia          | 354,45     | 7.         | 329,79 | 9.      |
| 10.     | Andreas Larsen Eduard Timbretti           | Włochy            | 357,00     | 6.         | 328,95 | 10.     |
| 11.     | Jellson Jabillin Hanis Nazirul Jaya Surya | Malezja           | 311,85     | 12.        | 322,35 | 11.     |
| 12.     | Anton Knoll Dariush Lotfi                 | Austria           | 314,52     | 11.        | 316,20 | 12.     |
| 13.     | Amo Lee Luke Sipkes                       | Nowa Zelandia     | 257,82     | 13.        | NQ     | NQ      |
| 14.     | Botir Khasanov Marsel Zaynetdinov         | Uzbekistan        | 232,89     | 14.        | NQ     | NQ      |